# Czarniż
Czarniż (kaszub. Czôrnéż, niem. Czarniss, Czarnice, Czarnitz) (do 2 lutego 1998 nosiła nazwę Czarnyż) – wieś kaszubska w Polsce położona w województwie pomorskim, w powiecie chojnickim, w gminie Brusy.
W latach 1975–1998 miejscowość administracyjnie należała do województwa bydgoskiego.
| SIMC    | Nazwa             | Rodzaj                       |
| ------- | ----------------- | ---------------------------- |
| 1000924 | Leśnictwo Giełdon | osada leśna wsi (do 2023 r.) |

## Etymologia nazwy
Nazwa wsi wywodzi się od czaru, czyli piękna tej ziemi. Można tłumaczyć, że od rodu Czarnowskich lub czaru i niżu, czyli płaskowyżu, na którym ulokowana jest wieś. Początki wsi to mała osada, założona w XIV wieku, która z czasem uległa zatraceniu. Jednak w odrodziła się w XVI i XVII wieku. Tak więc pierwsze wzmianki o wsi datują się w 1390 roku.